# Ga Vân Canh
Ga Vân Canh là một nhà ga xe lửa tại xã Vân Canh, tỉnh Gia Lai. Nhà ga là một điểm trên tuyến đường sắt Bắc Nam tiếp nối sau ga Tân Vinh và trước ga Phước Lãnh (tỉnh Phú Yên). Là một nhà ga dọc đường. Lý trình ga: Km 1123 + 390.